# Isaac Hoffer Doutrich
Isaac Hoffer Doutrich (* 19. Dezember 1871 bei Middletown, Pennsylvania; † 28. Mai 1941 in Harrisburg, Pennsylvania) war ein US-amerikanischer Politiker. Zwischen 1927 und 1937 vertrat er den Bundesstaat Pennsylvania im US-Repräsentantenhaus.

## Werdegang
Im Jahr 1880 zog Isaac Doutrich mit seinen Eltern nach Elizabethtown. Er besuchte die öffentlichen Schulen seiner jeweiligen Heimat sowie die Keystone State Normal School, die heutige Kutztown University of Pennsylvania in Kutztown. Danach arbeitete er in Middletown und Harrisburg im Kleiderhandel. Außerdem wurde er noch im Bankgewerbe und in verschiedenen anderen Branchen tätig. Gleichzeitig schlug er als Mitglied der Republikanischen Partei eine politische Laufbahn ein. Zwischen 1924 und 1927 saß er im Gemeinderat von Harrisburg.
Bei den Kongresswahlen des Jahres 1926 wurde Doutrich im 19. Wahlbezirk von Pennsylvania in das US-Repräsentantenhaus in Washington, D.C. gewählt, wo er am 4. März 1927 die Nachfolge von Joshua William Swartz antrat. Nach vier Wiederwahlen konnte er bis zum 3. Januar 1937 fünf Legislaturperioden im Kongress absolvieren. Im Jahr 1936 wurde er nicht bestätigt. In seine Zeit als Kongressabgeordneter fiel Anfang der 1930er Jahre die Weltwirtschaftskrise. Seit 1933 wurden die ersten New-Deal-Gesetze der Roosevelt-Regierung verabschiedet, denen Doutrichs Partei eher ablehnend gegenüberstand. 1935 wurden erstmals die Bestimmungen des 20. Verfassungszusatzes angewendet, wonach die Legislaturperiode des Kongresses jeweils am 3. Januar endet bzw. beginnt.
Nach dem Ende seiner Zeit im US-Repräsentantenhaus arbeitete Isaac Doutrich in Harrisburg wieder im Kleiderhandel. Dort ist er am 28. Mai 1941 auch verstorben.